# Viktor Suvorov
Vladimir Bogdanovich Rezun (em russo: Владимир Богданович Резун; em ucraniano: Володи́мир Богда́нович Рєзу́н; nascido em Barabash, 20 de abril de 1947), conhecido pelo pseudônimo de Viktor Suvorov (em russo: Виктор Суворов), é um ex-oficial soviético do GRU que é pesquisador histórico sobre a Segunda Guerra Mundial e o papel da União Soviética e Josef Stalin na mesma, o GRU e o Exército Soviético, bem como livros de Ficção histórica sobre os mesmos e assuntos relacionados.
Após desertar para o Reino Unido em 1978, Suvorov iniciou sua carreira como escritor, publicando seus primeiros livros na década de 1980 sobre suas próprias experiências e a estrutura militar, de inteligência e policial secreta soviética. Ele escreve em russo, com alguns de seus livros traduzidos para o inglês, Português, Espanhol, entre outros, incluindo seu semi-autobiográfico "Os Libertadores" (1981). Na URSS, segundo Suvorov e de acordo com uma entrevista com o ex-chefe do GRU, ele foi condenado à morte à revelia, sua condenação ainda está vigente na Rússia.
Em seus livros de história militar, ele oferece uma visão alternativa do papel da URSS na Segunda Guerra Mundial; o primeiro e mais conhecido livro sobre esse tema sendo: "O grande culpado: O Plano De Stálin Para Iniciar A Segunda Guerra Mundial"; "Icebreaker", "Quebra-Gelo: Quem começou a Segunda Guerra Mundial?" em português. O conceito proposto e os métodos de sua fundamentação têm provocado inúmeras discussões e críticas nos círculos históricos e sociais. Em  "O grande culpado: O Plano De Stálin Para Iniciar A Segunda Guerra Mundial"; "Quebra-Gelo"; "Dia M" e vários outros livros subsequentes, Suvorov argumentou que Joseph Stalin planejava usar a Alemanha Nazista como um proxy (o "Quebra-Gelo") contra o Ocidente. Os livros são baseados em sua análise pessoal dos arquivos militares soviéticos, manobras diplomáticas, discursos do Politburo e outras evidências circunstanciais e primarias do Estado soviético.
Suvorov também escreveu vários livros de ficção sobre o Exército Soviético, inteligência militar e a história pré-guerra da URSS. A trilogia "Control", "Choice" e "Snake-eater" foi um best-seller cogitado para adaptações cinematográficas. De acordo com o Novye Izvestia, um jornal online, a circulação de alguns dos livros de Suvorov ultrapassa um milhão de cópias.

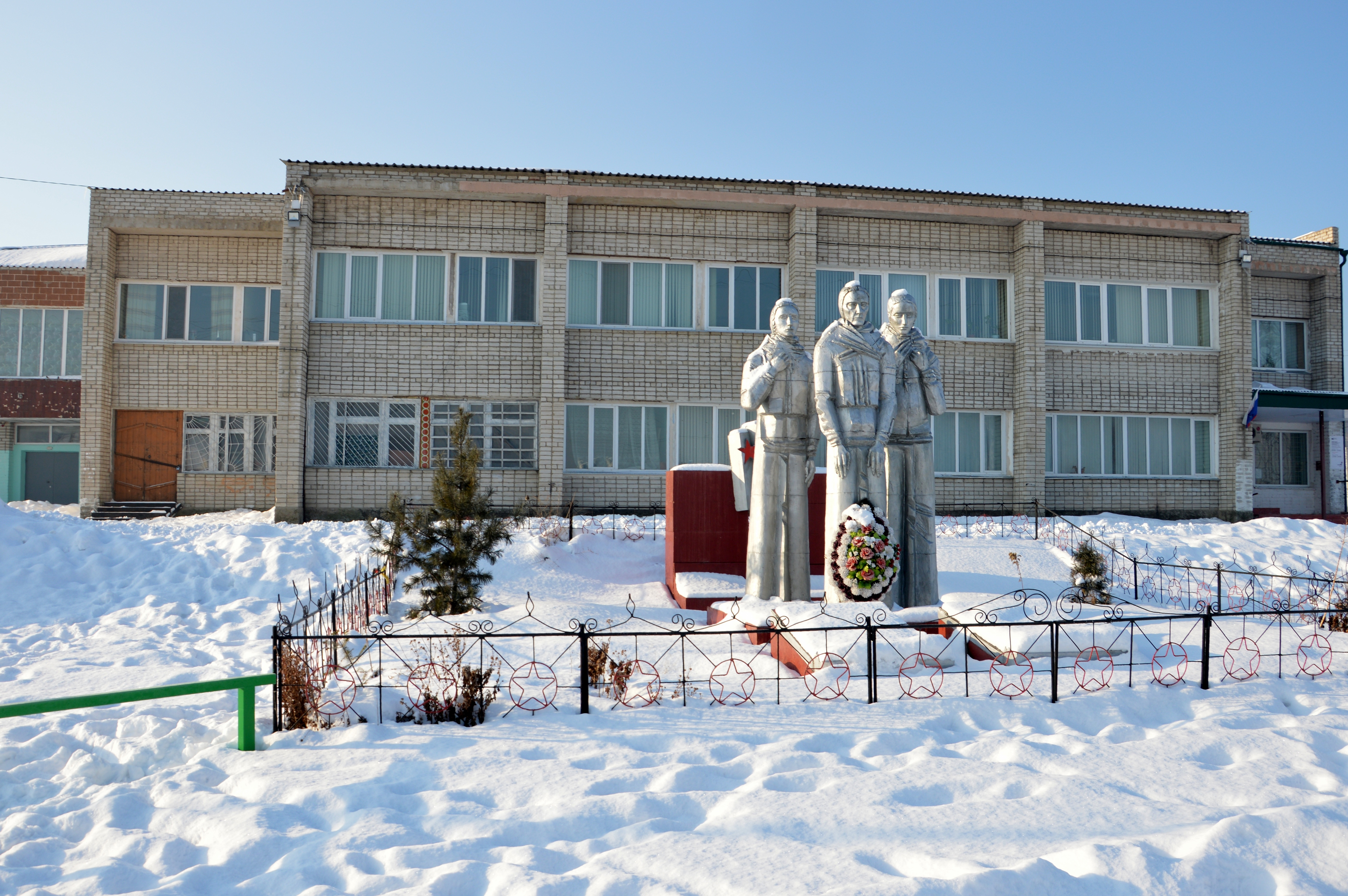
Edifício administrativo em Barabash.

Suvorov, nascido Vladimir Bogdanovich Rezun, vem de uma família militar de ascendência ucraniana-russa mista; seu pai, Bogdan Vasilyevich Rezun, era um veterano da Segunda Guerra Mundial e ucraniano, enquanto sua mãe, Vera Spiridonovna Rezun (Gorevalova), é russa. Segundo suas próprias declarações, Suvorov considera a si mesmo, sua esposa e filhos como ucranianos. Ele nasceu na vila de Barabash, no Krai de Primorsky; foi criado na região de Cherkasy, na Ucrânia, onde seu pai serviu. A família posteriormente se estabeleceu na República Socialista Soviética da Ucrânia após a aposentadoria de seu pai.
De acordo com Suvorov, ele frequentou a primeira série na vila de Slavyanka (Território de Primorsky), depois estudou na vila de Barabash. Em 1957, após concluir a quarta série, aos 11 anos, ele ingressou na Escola Militar Suvorov em Voronezh (de 1958 a 1963). Em 1963, a escola foi dissolvida, e os alunos, incluindo Rezun, foram transferidos para a Escola Militar Suvorov de Kalinin (agora Tver) (de 1963 a 1965). Em 1965, Rezun se formou na referida escola e foi admitido sem exames no segundo ano da Escola Superior de Armas Combinadas de Kiev, então nomeada em homenagem ao General Mikhail Frunze (agora Academia Militar de Odessa).

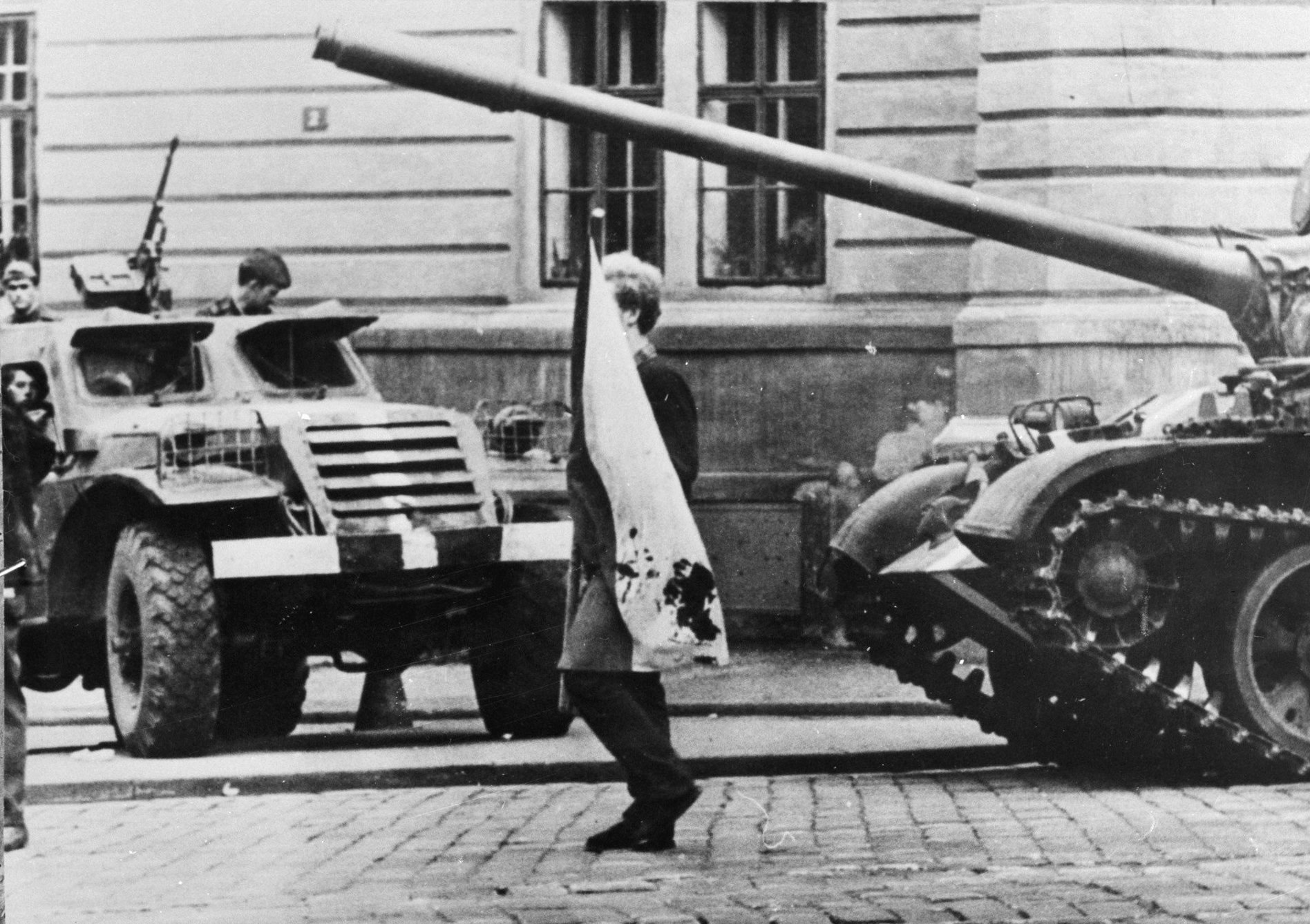
Uma bandeira tchecoslovaca ensanguentada é carregada ao lado de um tanque russo em Praga, Tchecoslováquia; 26 de agosto de 1968

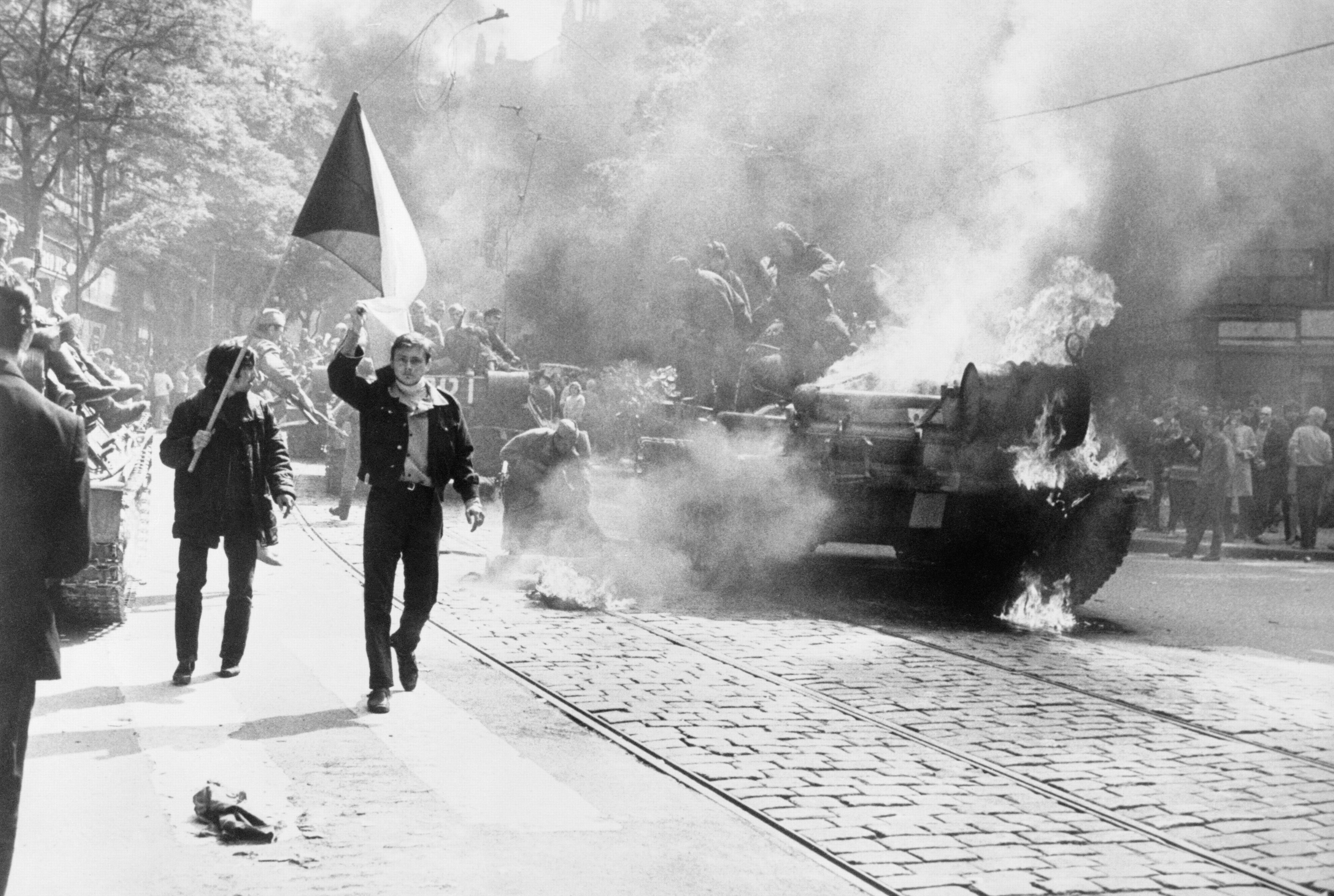
Tchecoslovacos carregam sua bandeira nacional diante de um tanque soviético em chamas em Praga, agosto de 1968.

Em 1968, Suvorov se formou com honras na Escola Superior de Comando Militar de Kiev, a Escola de Comando Militar Superior da Bandeira Vermelha Frunze. No mesmo ano, ele serviu em Chernivtsi como comandante de um pelotão de tanques no 145º Regimento de Rifles Motorizados da Guarda, 66ª Divisão de Treinamento de Rifles Motorizados da Guarda, do Distrito Militar dos Cárpatos, na Ucrânia, participando da invasão da Tchecoslováquia pelo Pacto de Varsóvia, a Operação Danúbio. Essa experiência é narrada em seu livro de 1981, "The Liberators: My Life in the Soviet Army.", em Português: "Os Libertadores: Minha Vida no Exército Soviético".
O livro foi o primeiro de Suvorov após sua deserção e nele ele narra seu relato de testemunha ocular da invasão, recontando a vida diária dentro do Exército Soviético. Ele aponta deficiências na prontidão e na mentalidade. Suvorov menciona que os oficiais de média patente lutavam para impressionar seus superiores, algo que não contribui para a eficácia militar ou disciplina - em vez disso, fomentando nos oficiais um comportamento de astúcia e engano para subir na hierarquia.
Aos 19 anos, ele foi admitido no Partido Comunista da União Soviética (PCUS). De 1970 a 1971, ele foi oficial no departamento de inteligência do quartel-general do Distrito Militar do Volga (na cidade de Kuibyshev), e depois com a 808ª Companhia de Reconhecimento do Exército Independente (Spetsnaz). Em 1970, ele se tornou membro da nomenklatura do Comitê Central do PCUS. Nessa posição, ele veio sob o patrocínio do comandante do Distrito Militar dos Cárpatos, Tenente-General de Tropas de Tanques (mais tarde - General do Exército) Gennady Obaturov. Esse general era conhecido por reprimir revoltas anticomunistas na Hungria em 1956 e mais tarde na Tchecoslováquia em 1968 com eficiência impiedosa, pelo que Obaturov recebeu a Ordem da Bandeira Vermelha.

### Espionagem em Genebra
De 1971 a 1974, Suvorov estudou na Academia Militar Diplomática, conhecida como "o Conservatório" e localizada em Moscou. A Academia treinava oficiais para trabalhar no exterior como agentes de inteligência ou "exploradores" (razvedchiki em russo). Estes trabalhavam frequentemente "sob cobertura diplomática" ("casacos", na gíria dos agentes de inteligência soviéticos), e também como "ilegais", ou seja, agentes de inteligência não sob cobertura diplomática ou cobertura comercial (quase declarada).
Por quatro anos, Suvorov trabalhou na GRU de Genebra como funcionário da residência legal de inteligência militar sob a cobertura da Missão Permanente da URSS no Escritório Europeu das Nações Unidas em Genebra. De acordo com o livro autobiográfico "Aquário", ele recebeu a patente de major enquanto trabalhava na residência. O mesmo título foi mencionado em uma entrevista de 1992 com o jornal Krasnaya Zvezda pelo então chefe da GRU, General Coronel Yevgeny Timokhin.

### Deserção
Em 10 de junho de 1978, ele desapareceu de seu apartamento em Genebra com sua esposa e dois filhos. Segundo Suvorov, ele entrou em contato com a inteligência britânica porque a estação de Genebra queria torná-lo um "bode expiatório" de um grande fracasso. De acordo com outras versões, ele foi recrutado pela inteligência britânica (com a participação direta do editor-chefe da Military Review, oficial do MI6, Ronald Furlonga) ou até mesmo sequestrado. Em 28 de junho de 1978, os jornais britânicos relataram que Rezun estava na Inglaterra com sua família. Na época, ele era casado com Tatiana Korzh. O casal tinha um filho, Aleksandr, e uma filha, Oksana. Eles foram contrabandeados da Suíça para a Grã-Bretanha pela inteligência britânica. Lá, Suvorov trabalhou como analista de inteligência para o governo e como palestrante.
Desde 1981, ele escreve sob o pseudônimo de Viktor Suvorov, tendo escrito seus três primeiros livros em inglês: "The Liberators", "Inside the Soviet Army" e "Inside Soviet Military Intelligence". O autor explica a escolha do pseudônimo pelo fato de seu editor recomendar que ele escolhesse um sobrenome russo de três sílabas, evocando uma leve associação "militar" entre os leitores ocidentais. Segundo Viktor, ele ensina táticas e história militar em uma academia militar britânica e mora em Bristol.

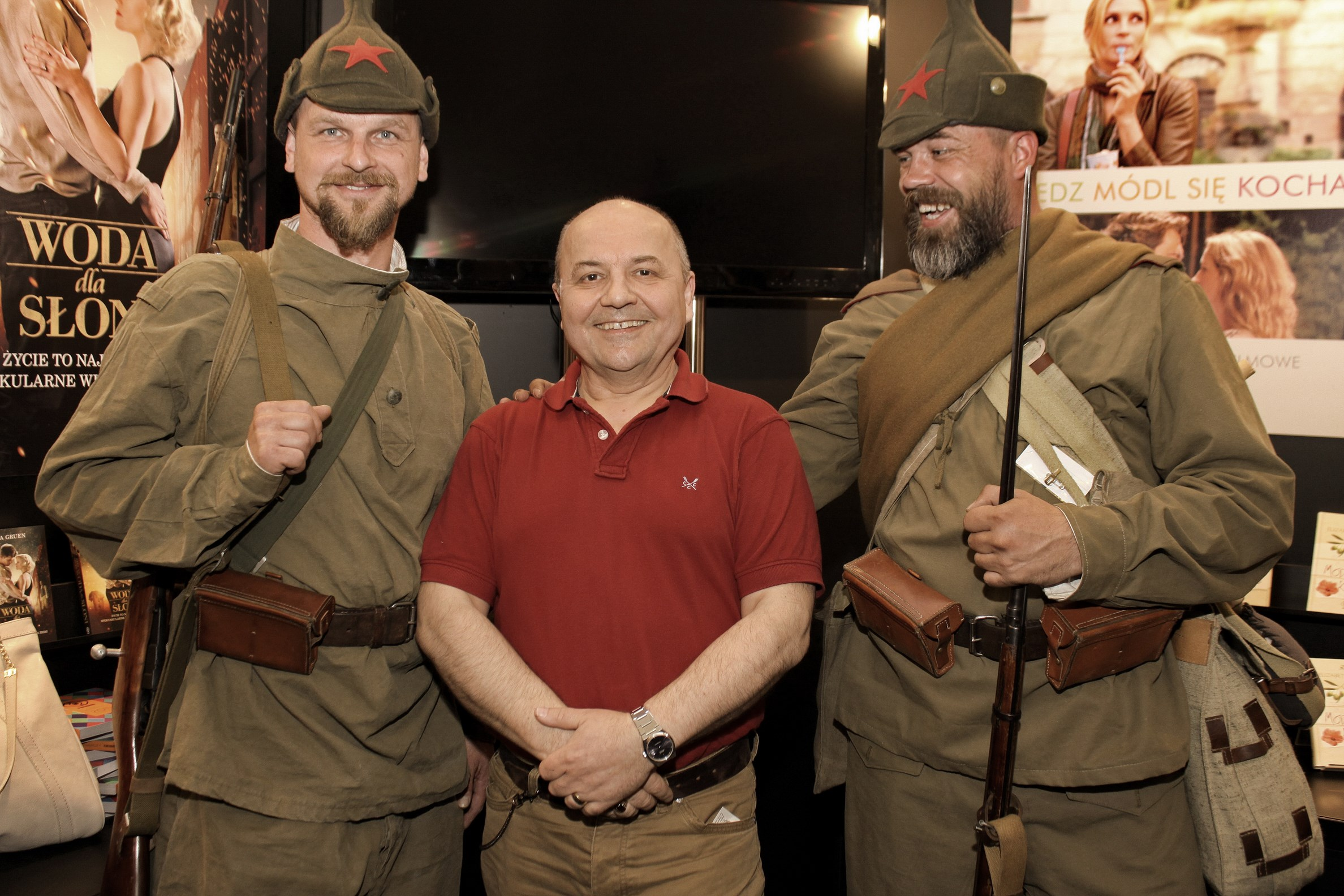
Viktor Suvorov em Varsóvia, 2011.

- Viktor Suvorov em Varsóvia, 2011.Avô - Vasily Andreevich Rezunov (que mais tarde mudou seu sobrenome para Rezun) (1892 - 5 de fevereiro de 1978), trabalhou toda a vida como ferreiro na fazenda coletiva Shevchenko, na região de Dnipropetrovsk, distrito de Solonyansky, vivendo na fazenda Sadovoe. Participou da Primeira Guerra Mundial. Segundo Suvorov, seu avô "[...] era um makhnovista, escondeu isso toda a sua vida, odiava muito, muito ferozmente o poder soviético". Ele faleceu em 5 de fevereiro de 1978.
- Pai - Bogdan Vasilyevich Rezun, (1921 - dezembro de 1998), militar, artilheiro. Ele serviu no 72º Regimento de Morteiros da Guarda da Ordem de Alexandre Nevsky na 5ª Exército do Distrito Militar do Extremo Oriente. Dispensado do exército em 1959 com a patente de major. Trabalhou como diretor de cinema. Ele faleceu em dezembro de 1998.
- Mãe - Vera Spiridonovna Rezun (Gorevalova), nascida em 1918, durante a Segunda Guerra Mundial foi enfermeira do 3329º hospital de evacuação de campo do 1º Front Báltico.
- Irmão - Alexander Bogdanovich Rezun, nascido em 1945, soldado. Por 27 anos, ele serviu nas Forças de Mísseis Estratégicos Soviéticos no Distrito Militar Transcaucásico. Ele se aposentou para a reserva em 1991 com a patente de tenente-coronel.
- Esposa - Tatiana Stepanovna (Korzh), nascida em 1952. Eles são casados desde 1971.
- Dois Filhos - A filha Oksana, nascida em 1972, e o filho Alexander, nascido em 1976.
- Dois Netos.

Enquanto estudava na Academia Militar Diplomática, ele morava com sua família no endereço Moscou, rua Azovskaya, 15.

### Não Ficcionais
Suvorov utilizou sua experiência e pesquisa para escrever livros de não-ficção em russo sobre o Exército Soviético, inteligência militar e forças especiais. Ele publica essas obras sob o pseudônimo "Viktor Suvorov".
- "The Liberators", inclui seu relato de testemunha ocular sobre a invasão da Tchecoslováquia pelas forças soviéticas em 1968;[10]
- "Inside the Soviet Army";[11]
- "Inside Soviet Military Intelligence";[12]
- "Aquarium", suas memórias;[13]
- "Spetsnaz", sobre unidades de Forças Especiais.
- "Icebreaker, Quem Começou a Segunda Guerra Mundial?" apresenta uma perspectiva alternativa sobre o papel da URSS na iniciativa da guerra. Ele explora ainda mais essa tese em "Dia M", que mergulha na estratégia de Stalin e nos preparativos para um possível conflito com a Alemanha.
- "O Grande Culpado: O Grande Design de Stalin para Começar a Segunda Guerra Mundial" fornece uma análise detalhada das intenções e ações de Stalin que levaram à guerra.[4]

### Ficcionais
Ele também escreveu vários romances de Ficção histórica ambientados na era pré-Segunda Guerra Mundial na União Soviética.
- "Controle"
- "Escolha"
- "Comedor de Serpentes" (2010)

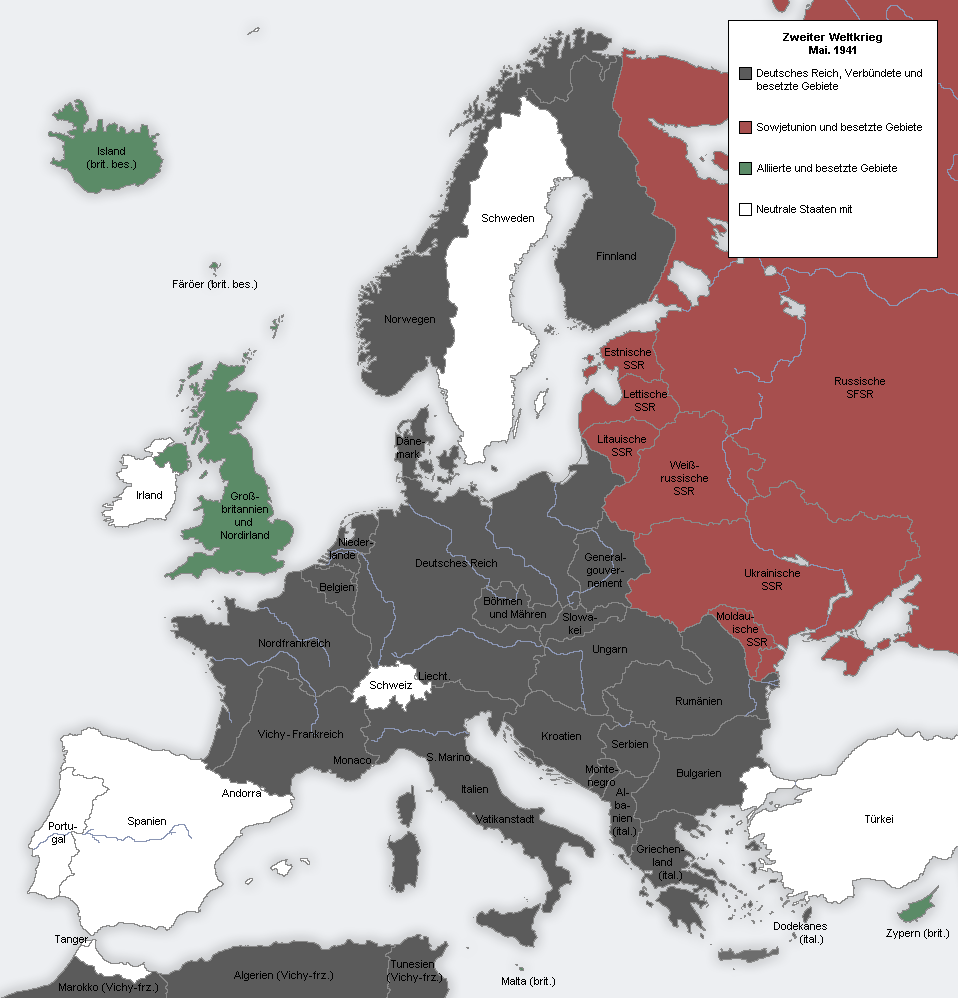
Europa antes da Operação Barbarossa, 1941

Suvorov escreveu dez livros sobre o início da Guerra Nazi-Soviética em 1941 e as circunstâncias relacionadas a ela. A primeira obra desse tipo foi "Icebreaker" (1980s), seguida por "Dia M", "The Last Republic", "Cleansing, Suicide", "The Shadow of Victory, I Take it Back", "The Last Republic II", "O Grande Culpado" e "Derrota".
Em seus livros "Icebreaker", "Dia M" e vários outros subsequentes, Suvorov argumentou que Stalin planejava usar a Alemanha Nazista como um proxy (o "Icebreaker") contra o Ocidente. Por esse motivo, Stalin forneceu um significativo apoio material e político a Adolf Hitler, enquanto ao mesmo tempo preparava o Exército Vermelho para "libertar" toda a Europa da ocupação nazista. Suvorov argumentou que Hitler perdeu a Segunda Guerra Mundial desde o momento em que atacou a Polônia: não apenas estava indo para a guerra com os poderosos Aliados, mas era apenas uma questão de tempo antes que a União Soviética aproveitasse o momento oportuno para atacá-lo por trás. Segundo Suvorov, Hitler decidiu lançar um ataque preventivo à União Soviética, enquanto as forças de Stalin estavam sendo redistribuídas de uma postura defensiva para uma ofensiva em junho de 1941. Embora Hitler tivesse uma importante vantagem tática inicial, isso era estrategicamente desesperador porque ele sujeitou os nazistas a terem que lutar em dois fronts. No final da guerra, Stalin alcançou apenas alguns de seus objetivos iniciais ao estabelecer regimes comunistas na Europa Oriental, China e Coreia do Norte. Segundo Suvorov, isso tornou Stalin o principal vencedor da Segunda Guerra Mundial, mesmo que ele não estivesse satisfeito com o resultado, pois pretendia estabelecer a dominação soviética sobre todo o continente europeu.
A maioria dos historiadores concordem que as diferenças geopolíticas entre a União Soviética e o Eixo tornaram a guerra inevitável, e que Stalin havia feito extensos preparativos para a guerra e explorado o conflito militar na Europa a seu favor. No entanto, houve debate entre historiadores sobre se Joseph Stalin planejava atacar as forças do Eixo no Leste Europeu no verão de 1941. Alguns historiadores, como Gabriel Gorodetsky e David Glantz, contestaram ou rejeitaram essa afirmação. Mas ela recebeu algum apoio de outros, como Valeri Danilov, Joachim Hoffmann, Mikhail Meltyukhov e Vladimir Nevezhin.

### Sobre a Guerra Fria e a URSS
- The Liberators: My Life in the Soviet Army, 1981, Hamish Hamilton, ISBN 0-241-10675-3
- Inside the Soviet Army, 1982, Macmillan Publishing.
- Inside Soviet Military Intelligence, 1984, ISBN 0-02-615510-9
- Aquarium (Аквариум), 1985, Hamish Hamilton, ISBN 0-241-11545-0, memoir
- Spetsnaz. The Story Behind the Soviet SAS, 1987, Hamish Hamilton, ISBN 0-241-11961-8
- Devil's Mother (Майката на дявола), 2011, Sofia, Fakel Express, ISBN 978-954-9772-76-0

### Sobre a Guerra no Leste
- Icebreaker (Ледокол) (1980s), Hamish Hamilton Ltd, ISBN 0-241-12622-3
- Day "M" (День "М")
- Suicide. For what reason did Hitler attack the Soviet Union? (Самоубийство), Moscow, ACT, 2000, ISBN 5-17-003119-X
- The Last Republic, ACT, 1997, ASIN B00271256C
- Cleansing (Очищение). Purification. Why did Stalin behead his army?, Moscow, 2002, ISBN 5-17-009254-7
- Last Republic II. Why did the Soviet Union lose the Second World War? (Последната република II), Sofia, Fakel Express, 2007, ISBN 978-954-9772-51-7
- O Grande Culpado, O plano de Stalin para desencadear a Segunda Guerra Mundial. Annapolis, MD: Naval Institute Press, 2008 (hardcover, ISBN 978-1-59114-838-8).
- Defeat. Why was the "great victory" worse than any defeat? (Разгромът), Sofia, Fakel Express, 2009, ISBN 978-954-9772-68-5

### Sobre Figuras Históricas da URSS
- Shadow of Victory (Тень победы), 2003. Questiona o status e a imagem do General Georgy Zhukov, conhecido por sua defesa da União Soviética e posterior vitória na Batalha de Berlim. O primeiro livro de uma trilogia com o mesmo nome.
- I Take It Back (Беру свои слова обратно), Também trata de Georgy Zhukov. Este é o segundo livro da trilogia "A Sombra da Vitória".

### Ficção
- Control (Контроль), Ficção
- Choice (Выбор), Ficção
- Snake-eater (Змееед), novel (Sofia, Fakel Express, 2010), ISBN 978-954977269-2

- Causas da Segunda Guerra Mundial
- Segunda Guerra Mundial
- Guerra Fria
- Josef Stalin
- Pacto Molotov-Ribbentrop